# Gwen Jorgensen
Gwen Jorgensen (Waukesha, 25 d'abril de 1986) és una esportista estatunidenca que competeix en triatló.
Va participar en els Jocs Olímpics de Rio de Janeiro 2016, obtenint la medalla d'or en la prova femenina. Ha guanyat tres medalles al Campionat Mundial de Triatló entre els anys 2014 i 2016.

## Carrera esportiva
El 2011 va obtenir la seva primera gran victòria en guanyar en la prova de la Copa del Món celebrada a Tiszaujvaros, Hongria. A l'any següent va tornar a vèncer en una altra etapa de la Copa del Món, en aquest cas la celebrada a Banyoles (Catalunya). Va participar en els Jocs Olímpics de Londres 2012, acabant en el lloc 38.
El 2013 va obtenir la victòria en tres etapes de les Seriïs Mundials (San Diego, Yokohama i Estocolm), aconseguint la 4a posició final al Campionat Mundial.
Es va proclamar campiona del món per dos anys consecutius, 2014 i 2015, la primera vegada després de vèncer en 5 proves (Yokohama, Londres, Chicago, Hamburg i Edmonton), i la segona en les 7 proves en les quals va participar: Abu Dabi, Auckland, Gold Coast, Yokohama, Londres, Hamburg i Chicago.
El 2016 va aconseguir la medalla d'or als Jocs Olímpics de Rio de Janeiro 2016. A més, va vèncer en dues proves de les Sèries Mundials (Yokohama i Leeds), aconseguint la medalla de plata en la classificació final del Mundial.

## Palmarès internacional
| Jocs Olímpics     | Jocs Olímpics            | Jocs Olímpics | Jocs Olímpics |
| Any               | Lloc                     | Medalla       | Prova         |
| ----------------- | ------------------------ | ------------- | ------------- |
| 2016              | Rio de Janeiro ( Brasil) | 1             | Individual    |
| Campionat Mundial |                          |               |               |
| Any               | Lloc                     | Medalla       | Prova         |
| 2014              | Edmonton ( Canadà)       | 1             | Individual    |
| 2015              | Chicago ( Estats Units)  | 1             | Individual    |
| 2016              | Cozumel ( Mèxic)         | 2             | Individual    |